# Metjen
Metjen (auch Methen oder Meten) war ein altägyptischer, hoher Beamter unter König (Pharao) Snofru (um 2639–2604 v. Chr.) und lebte am Übergang von der 3. zur 4. Dynastie.
Metjen gehört für die Ägyptologie zu den wichtigsten und bekanntesten hohen Beamten des Alten Reichs. Er ist bislang der erste frühe Ägypter, aus dessen Mastaba ein längerer Text stammt. Er ist gleichzeitig der Beamte mit den ranghöchsten und zahlreichsten Titeln seiner Zeit.

## Name und Titulaturen
Metjens Name bedeutet „Der Anführer“. Als hoher Beamter trug Metjen viele Titel, darunter:
- „Wer-medj-schemau“; Großer der Zehn von Oberägypten
- „Adj-mer-hat-mehit“; Verwalter von Hat-mehit[1]
- „Adj-mer-chepesch“; Verwalter des Chepesch-Gaus (Lesung des letzten Zeichen als chepesch ist unsicher).[2]
- „Adj-mer-chasuu“; Verwalter von Chasuu; (6. unterägyptischer Gau)[3]
- „Heqa-hut-Huni-chepesch“; Leiter der Stiftung des Huni im Chepesch-Gau (Lesung von „Chepesch“ ist unsicher)[4]
- „Heqa-hut-ka Nimaathapi“; Leiter des Ka-Hauses der Nimaathapi

## Familie
Sein Vater war der Richter und Schreiber Inpu-em-anch, seine Mutter hieß Neb-senet. Über Nachkommen ist nichts bekannt.

## Karriere

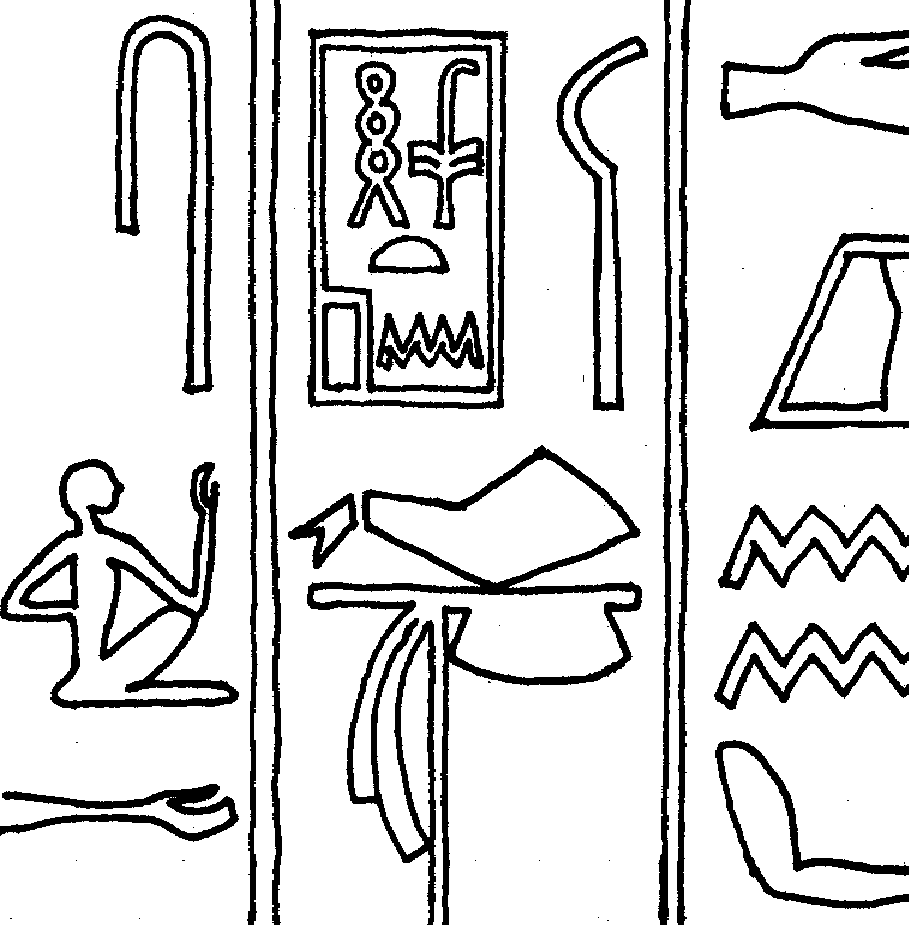
Detail aus der Grabinschrift des Metjen mit der Nennung einer Domäne des Huni

Seine vollständig erhaltene und mit Inschriften und Reliefs geschmückte Grabkapelle wurde 1842–1845 von Carl Richard Lepsius in Abusir gefunden und vollständig nach Berlin gebracht. Die Inschriften in der Grabkapelle nennen Titel und Schenkungen an Metjen und bilden den ältesten längeren Text der Altägyptischen Literatur, auch wenn es sich, strenggenommen, vielmehr um eine Anreihung von Titeln handelt.
Metjens beruflicher Erfolg erfolgte überwiegend durch die Förderung seiner Eltern. Per Dekret wurde er „Aufseher der königlichen Schreiber“ und „Vorsteher des Nahrungslagers“, Verwalter, Bürgermeister in zahlreichen Städten und Gaufürst mehrerer Provinzen. Diese staatlichen Ämter erhielt er demnach vom König selbst. Gleichzeitig bekam er vom König größere Landmengen geschenkt. Von seinem Vater und seiner Mutter übernahm er geistliche Ämter wie „Gottesdiener des Min“ (Hem-netjer Min) und „Leiter der Wab-Priester“ (Cherep wabiu), sowie das Amt eines Richters. Metjen selbst gründete den Ort „Scheret-Metjen“ (Šr.t-Mṯn) und in Unterägypten zwölf Städte namens „Schet-Metjen“ (š.t-Mṯn). Für sich selbst ließ er ein großes Haus bauen, einen Weingarten anlegen und in mehreren Orten Bäume anpflanzen. Metjen war auch für den Totenkult der Königsmutter Nimaathapi und für die Betreuung des Totenbezirks von König Huni verantwortlich.